# Joan Manuel Trayter Jiménez
Joan Manuel Trayter Jiménez (Barcelona, 1962) és catedràtic en dret administratiu a la Universitat de Girona, on exerceix com a professor i investigador. Va ser vocal de la Junta Electoral Central entre 2008 i 2017. Va formar part de la Comissió Jurídica Assessora de la Generalitat de Catalunya en els períodes de 2003-2005 i 2014-2020. Des del 2014 és el Síndic del Soci del Futbol Club Barcelona. Ha escrit diverses monografies de dret públic, entre les quals destaquen Derecho Administrativo: Parte General (2013) i El control del planeamiento urbanístico (1997).